# Огуз Четін
Огуз Четін (тур. Oğuz Çetin, нар. 15 лютого 1963, Сакар'я) — турецький футболіст, що грав на позиції півзахисника. По завершенні ігрової кар'єри — тренер.
Виступав, зокрема, за клуб «Фенербахче», а також національну збірну Туреччини. Згодом працював зокрема й із цими командами як тренер.

## Клубна кар'єра
Народився 15 лютого 1963 року в провінції Сакар'я. Вихованець футбольної школи клубу «Сакар'яспор». Дорослу футбольну кар'єру розпочав 1981 року в основній команді того ж клубу, в якій провів шість сезонів, взявши участь у 146 матчах чемпіонату.
Своєю грою за цю команду привернув увагу представників тренерського штабу клубу «Фенербахче», до складу якого приєднався 1987 року. Відіграв за стамбульську команду наступні дев'ять сезонів своєї ігрової кар'єри. Більшість часу, проведеного у складі «Фенербахче», був основним гравцем команди.
Протягом 1996—1998 років захищав кольори команди клубу «Істанбулспор».
Завершив професійну ігрову кар'єру у клубі «Аданаспор», за команду якого виступав протягом 1998—2000 років.

## Виступи за збірну
У 1988 році дебютував в офіційних матчах у складі національної збірної Туреччини. Протягом кар'єри у національній команді, яка тривала 11 років, провів у формі головної команди країни 67 матчів, забивши 3 голи.
У складі збірної був учасником чемпіонату Європи 1996 року в Англії.

## Кар'єра тренера
Розпочав тренерську кар'єру відразу ж по завершенні кар'єри гравця, 2000 року, увійшовши до тренерського штабу клубу «Фенербахче». А протягом 2002–2003 років був головним тренером цієї стамбульської команди.
Згодом, пропрацювавши протягом 2004–2005 років з командами «Генчлербірлігі» і «Діярбакирспор», став помічником Фатіха Теріма у тренерському штабі національної збірної Туреччини. Після відставки Теріма у 2010 році протягом деякого часу був головним тренером національної команди, після чого знову став помічником головного тренера збірної Туреччини, цього разу Гуса Гіддінка (2010—2011).
Згодом також очолював команди «Болуспора» та азербайджанського «Хазар-Ланкаран».
Наразі останнім місцем тренерської роботи був клуб «Газіантеп ББ», головним тренером команди якого Огуз Четін був протягом 2017 року.

## Титули і досягнення
- Чемпіон Туреччини (2):

«Фенербахче»: 1988–89, 1995–96
- Володар Кубка Туреччини (1):

«Сакар'яспор»: 1987-88
- Володар Суперкубка Туреччини (1):

«Фенербахче»: 1990